# Titina Silá
Titina Ernestina Silá (ur. 1943 w Cadique Betna na południe od Tombali, zm. 30 stycznia 1973) – członkini Afrykańskiej Partii Niepodległości Gwinei i Zielonego Przylądka (PAIGC), uważana za bohaterkę wojny o niepodległość Gwinei Portugalskiej, w dzień jej śmierci w Gwinei Bissau jest obchodzony Narodowy Dzień Kobiet Gwinei.

## Życiorys
Dołączyła do działań zbrojnych prowadzonych przez Amílcara Cabrala przeciwko Portugalii. Wykazała się zdolnościami organizacyjnymi i przywódczymi. Stała się jedną z jej najpopularniejszych postaci ruchu partyzanckiego. Na początku lat sześćdziesiątych XX w., jako osiemnastolatka, dowodziła partyzantką na froncie północnym. Powierzono jej m.in. dystrybucję ulotek, ułatwianie komunikacji między mieszkańcami a działaczami PAIGC, rekrutację ludzi do ruchu wyzwoleńczego, kierowanie Komitetem Milicji Ludowej na Północy, organizowanie ruchu ludzi i towarów w celu zaopatrzenia oddziałów partyzanckich, szkolenie partyzanckie i walkę. W 1963 walczyła o niepodległość u boku Teodory Inácii Gomes. W sierpniu 1963 obie wyjechały do ZSRR na staż polityczny. Titina przeszła szkolenie pielęgniarskie. Po powrocie wyszkoliła 95 kobiet, opisując powody konieczności walki z europejską (głównie portugalską) dominacją w Gwinei Portugalskiej. W 1970 została członkinią Najwyższego Komitetu Walki (CSL). Wyszła za mąż za członka CSL, Manuela D'igne, z którym miała dwoje dzieci. Jedno zmarło w 1972.
Zginęła w 1973 w starciu z portugalskim wojskiem podczas przekraczania rzeki Farim. Jechała na pogrzeb Amílcara Cabrala, który został zamordowany kilka dni wcześniej w Konakry. Miała 30 lat. Została zaskoczona przez Portugalczyków i utopiona w rzece.
Po rewolucji goździków w Lizbonie i uzyskaniu niepodległości przez Gwineę Bissau (1974) w miejscu, gdzie zginęła, wzniesiono pomnik ku jej czci. Datę jej śmierci wyznaczono jako Narodowy Dzień Kobiet Gwinei w Gwinei Bissau. Wiele miejsc i instytucji w Gwinei Bissau nosi nazwę Silá (np. Praça Titina Silá w Bissau, siedziba ministerstw rządowych i misji zagranicznych). Jest też bohaterką muralu w Bissau.